# Love Sensation
Singles de Loleatta Holloway
That's What You Said
(1979) I've Been Loving You Too Long
(1980)
Love Sensation est une chanson interprétée par Loleatta Holloway sortie en 1980. Tirée de l'album du même nom, la chanson a été écrite et produite par Dan Hartman. Elle a atteint le sommet du palmarès Disco Top 100 (aujourd'hui Hot Dance Club Songs) en septembre 1980.

## Extraits
La chanson a été échantillonnée à maintes reprises dans plusieurs œuvres telles :
- I Wanna Have Some Fun (1988) de Samantha Fox
- Ride on Time (1989) de Black Box
- I Don't Know Anybody Else (1989) de Black Box/Martha Wash.
- Grand Piano de Mixmaster
- Good Vibrations (1991) de Marky Mark and the Funky Bunch
- We All Feel Better in the Dark des Pet Shop Boys
- Move (1993) de Moby
- Take Me Away (1991) de Cappella
- Take Me Away de 2 in a Room (même échantillon que Cappella)
- (You Got Me) Burnin' Up (1999) avec Cevin Fisher
- Chocolate Sensation (2000) de Lenny Fontana & DJ Shorty
- Take Me Away (2008) de Chase & Status
- Blind Faith (2011) de Chase & Status
- Love Sensation (2006) de Eddie Thoneick & Kurd Maverick
- Just Like A Queen de Ellis Dee
- Overtime (2013) de Cash Cash
- You Little Beauty (2019) de Fisher

## Classements

### Classements hebdomadaires
| Classement (1980)          | Meilleure position |
| -------------------------- | ------------------ |
| États-Unis (Disco Top 100) | 1                  |

## Remixes
La chanson a été remixée à quelques reprises :
- Love Sensation (Freemasons Remix) par Freemasons
- Love Sensation 2006 par Eddie Thoneick & Kurd Maveric
- Love Sensation 2008 (Ride on Time) par ON-X
- Love Sensation 2010 par Alexander Cruz
- Love Sensation, Dimitri from Paris DJ Friendly Classic Re-Edit, Salsoul Mastermix